# Пелагічні відклади

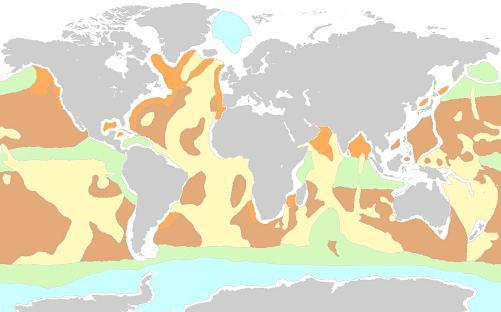
Карта світу, що показує розподіл пелагічних відкладень. Зелений: кремнисті відкладення. Білий: відкладення континентальної окраїни. Синій: льодовикові відкладення. Помаранчевий: наземні відкладення. Коричневий: пелагічна глина. Жовтий: вапняні відкладення.

Пелагічні відклади (від грец. пелагос — відкрите море. рос. пелагические отложения, англ. pelagic sediments, pelagic deposits; нім. pelagische Ablagerungen f pl, pelagische Sedimente n pl) — глибоководні донні осади відкритого моря або океану, осади материкового схилу і ложа океанів, які складаються з решток планктонних організмів, найтонших мінеральних частинок, які приносяться з суходолу, з вулканів, космічного пилу, а також продуктів хімічних процесів, що протікають у морі, мінералів, що формуються на дні. До пелагічних відкладів відносять сучасні біогенні осади — органогенні мули (глобігериновий, коколітовий, діатомовий, радіолярієвий, червону глибоководну глину та ін.), океанічні глини, а з древніх осадових гірських порід — деякі вапняки, радіолярити, діатоміти та ін.

## Інтернет-ресурси
- http://www.odp.usyd.edu.au
- Total Sediment Thickness of the World's Oceans and Marginal Seas, Version 2